# 顾宏中
顾宏中（1927年—？），男，上海人，中国船舶内燃机专家，曾任上海交通大学教授、博士生导师。